# 名鉄西部観光バス

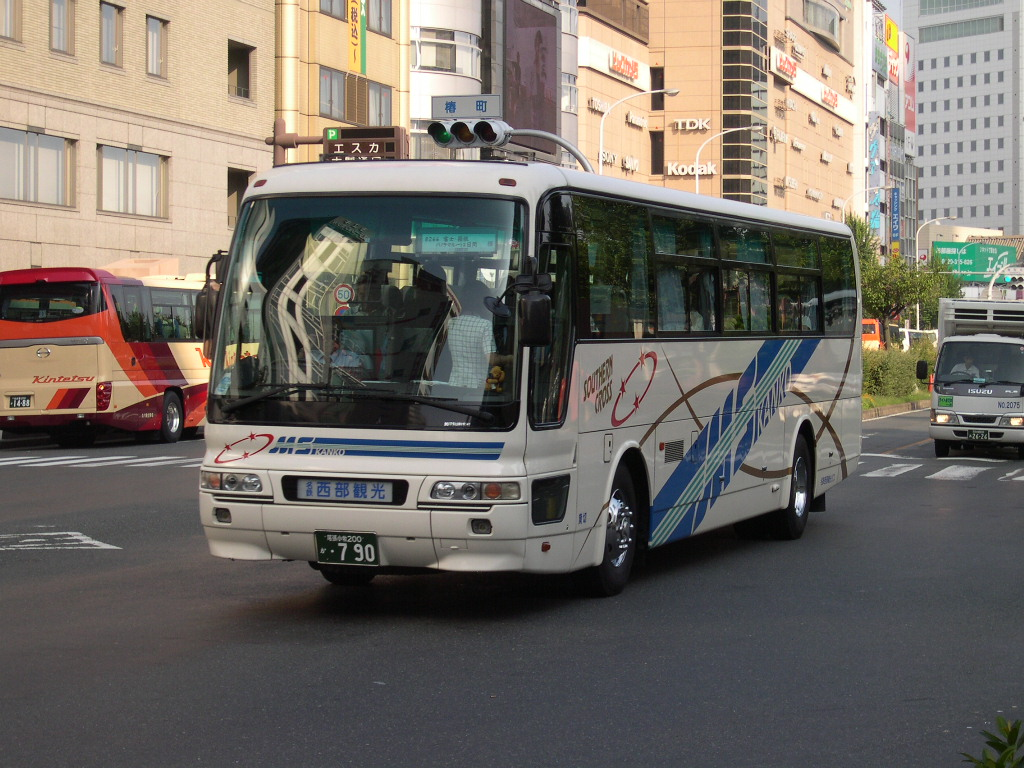
名古屋市内にて

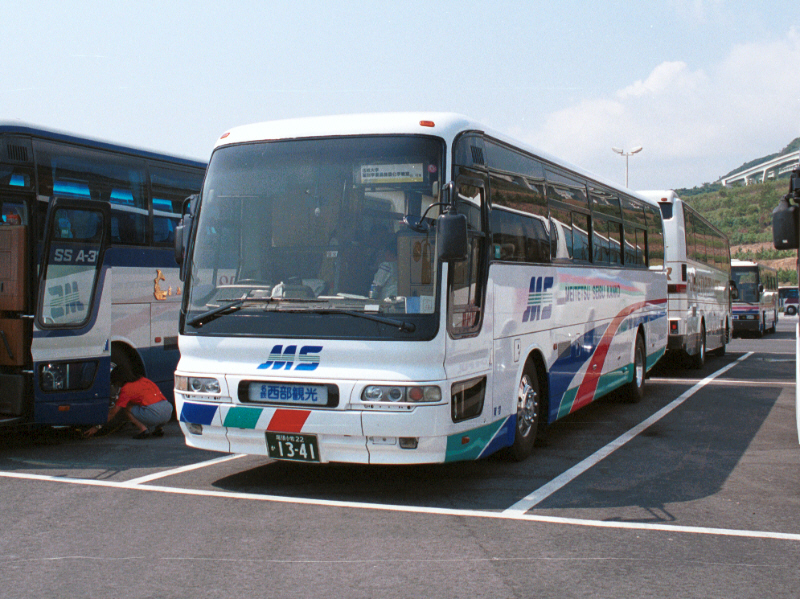
淡路花博駐車場にて

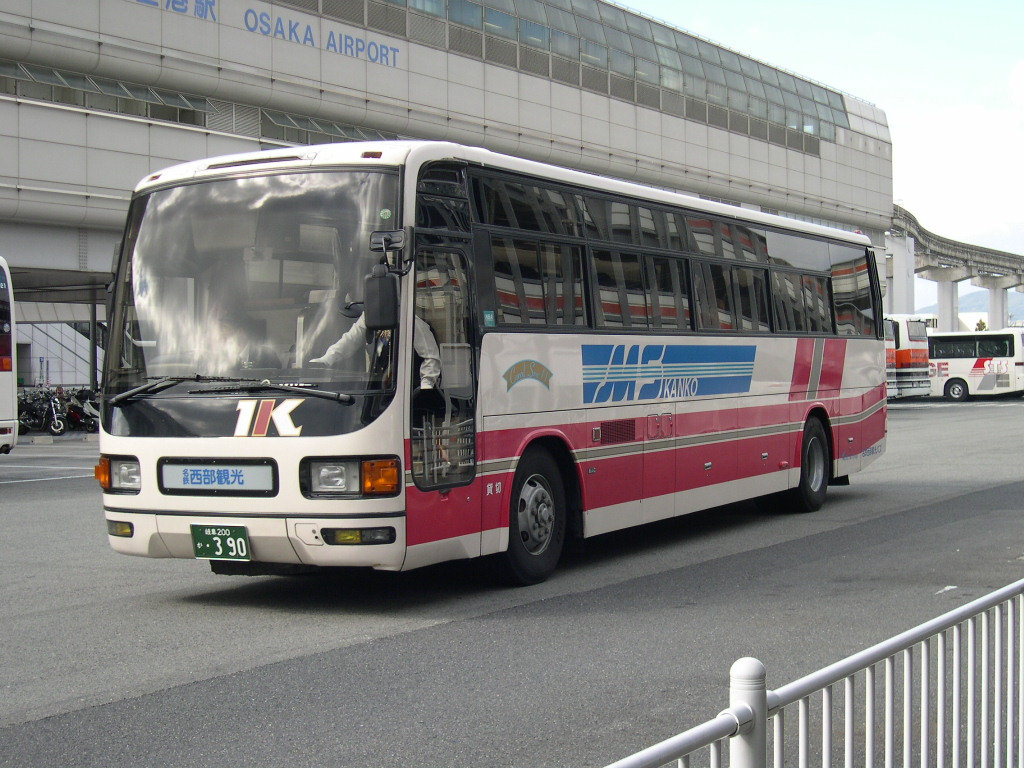
大阪空港にて

名鉄西部観光バス（めいてつせいぶかんこうバス）は、かつて愛知県一宮市に所在した名鉄グループのバス会社。愛知県・岐阜県を営業区域とする貸切バスの運行と、乗合バス事業では名鉄バスから譲渡された路線を愛知県稲沢市を中心に運行していた。
名鉄グループの観光バス事業再編に伴い、2008年（平成20年）7月1日に名鉄岐阜観光を存続会社として、名鉄西部観光バス・名鉄東部観光バス・名古屋観光日急の3社を吸収合併し、名鉄観光バスとなった。

## 概要
名鉄グループの貸切バス事業者であった一宮観光自動車、瀬戸観光自動車、岐阜観光自動車の3社が合併して成立した。
名鉄グループ内の観光バス会社が、岡崎・豊田、一宮・岐阜などで設立される。その後、1999年から2003年にかけて、名鉄グループの観光バス7社が、名鉄西部観光バス・名鉄東部観光バス・名古屋観光日急の3社に集約された。

### 会社概要
- 本社所在地：愛知県一宮市大和町妙興寺千間堂80-1（旧一宮観光自動車本社）
- 創業：1953年10月1日（旧一宮観光自動車の創業日）
- 資本金：5,600万円
- 株主：名古屋鉄道、名鉄バス、岐阜乗合自動車、一般株主（22名）
- 関連会社：名鉄岐阜観光（旅行業、本社：岐阜県岐阜市）

### 営業所
- 本社：本社所在地に同じ（旧一宮観光自動車）→名鉄観光バス一宮営業所
- 瀬戸支社：愛知県瀬戸市高根町3-47（旧瀬戸観光自動車）→閉鎖
- 岐阜支社：岐阜県岐阜市中鶉3丁目23-1（旧岐阜観光自動車）→名鉄観光バス岐阜営業所

## 路線

### 自社路線
自社路線は全て本社が運行を担当していた。2006年10月1日に名鉄バスから譲受した路線で、トランパス、名鉄バスカード、得々パスは譲受前と変わらず従来どおり使用可能となっていた。
名鉄バスから移管された中型車、小型車で運行。車体の「名鉄バス」の部分は「名鉄西部観光バス」に変えられ、名鉄西部観光バスのシンボル「MS」のマークが入っていた。また、バス停の表記も変えられていた。
「名鉄観光バス」となる2008年7月1日からは、丹陽線と矢合線（美術館経由を除く）のみとなり、名鉄バス一宮営業所へ移管された。

#### 現行路線
- 丹陽線
  - 尾張一宮駅前 - 九日市場
- 矢合線
  - 国府宮 - 桜木 - 矢合観音前 - 愛知県植木センター

#### 廃止路線
- 祖父江線
  - 国府宮 - 稲葉口 - 片原一色
- 矢合線
  - 国府宮 - 美術館前 - 矢合観音前 - 愛知県植木センター

### 名鉄バスからの受託路線
受託路線の運行は、全て瀬戸支社のみ受け持っていた。こちらの車両は名鉄バスの中型車で運行され、車体の表記も「名鉄バス」のままであった。バスカードなどの裏面には「MBセト」と印字されていた。
2008年7月1日からは、名鉄バス名古屋営業所の運行に戻った。
- 瀬戸駅 - 赤津
- 藤が丘 - 菱野団地

など、尾張瀬戸駅を中心とした名鉄バス路線を受託していた。
かつては新一宮駅（現・名鉄一宮駅）からの名古屋空港行き特急バスの受託も行っていたが、中部国際空港開港に伴い廃止された。

## 車両
大型貸切車（中2階車含む）106両、中型貸切車14両を保有していた。その他、名鉄バスから移籍した中型路線車、小型路線車が在籍していた。